# Laguna Tam Giang-Cau Hai
Laguna Tam Giang – Cầu Hai (vietnamsko Hệ đầm phá Tam Giang – Cầu Hai) je obalna laguna v provinci Thừa Thiên Huế v osrednjem Vietnamu. Ima površino 22.000 hektarjev vodne površine in se razteza skoraj 70 kilometrov v dolžino, zaradi česar je največji sistem lagun v jugovzhodni Aziji.
Sistem lagun obsega več manjših lagun, in sicer: laguna Tam Giang, laguna Thủy Tú in laguna Cầu Hai ter manjše Thanh Lam, Sam Chuon, Ha Trung. Ima dva zaliva, ki se povezujeta z Južnokitajskim morjem: Thuận An (v sredini) in Tu Hien (na jugu). Globina lagune je običajno 1–3 metre, z najglobljim mestom blizu zaliva Thuan An do 11 metrov.
Zaradi dinamike rek, poplav, neviht in oceanskih valov se je prebivalstvo lagune Tam Giang - Cầu Hai v mnogih obdobjih spreminjalo.

## Laguna Tam Giang
Razteza se od ustja reke O Lau do estuarija Thuận An z dolžino 25 km in površino 5200 ha. Obala in dno lagune sta v glavnem sestavljena iz holocenskih sedimentov. Zlasti sodobni sedimenti, sestavljeni iz mulja in gline, zavzemajo do 3/4 območja središča lagune, nato se srečajo z glinenim blatom ob ustju reke O Lau, manj grobim peskom, srednjim peskom in drobnim peskom v bližini območja Thuan An gate. Velik obseg sodobnih pridnenih usedlin sodeluje pri oblikovanju aluvialnih ravnic vzdolž lagunskih, otoških in deltastih naplavin ob izlivih rek O Lau in Huong. Laguna je ločena od Južnokitajskega morja z nizom peščenih sipin, ki blokirajo obalo, visokih 10-30 m, širokih 0,3 do 5 km. Na jugovzhodu je laguna Tam Giang povezana z morjem preko estuarija, ki je nastal v zgodovinski poplavi leta 1404 blizu vasi Hòa Duân. Drugi estuarij Hoa Duan je nastajal 500 let, preden je bil naravno zapolnjen leta 1904 (vrata Lap). Čeprav še vedno deluje, se odprtina postopoma oži, zmožnost ubežanja poplavam skozi estuarij Hòa Duân je zmanjšana. Zato od konca 17. stoletja do začetka 18. stoletja, v letih velikih poplav, poleg izliva Hòa Duân poplavna voda odtekala v morje tudi po globljem in širšem potoku, ki prereže ozko in nizko območje sipin v sredini vasi Duong Ha. Med cunamijem 15. oktobra 1897 se je potok poglobil in razširil, da je postal nov estuarij, znan kot Cua Sat. Cua Sat je bil nato ponovno napolnjen in v neurju 19. septembra 1904 je bil odprt in razširjen v veliko pristanišče, imenovano Thuận An do danes. Nasprotno, tudi v tej nevihti je bil estuarij Hòa Duân popolnoma napolnjen. Do zgodovinske poplave 2. novembra 1999 so bila vrata Hòa Duân ponovno odprta, a naslednje leto jih je blokiral jez Hòa Duân.

## Laguna Thủy Tú
Vključno z lagunami An Truyền, Thanh Lam (laguna Sam), Hà Trung in Thủy Tú, ki se raztezajo od 488 m dolgega mostu Thuận An do Cồn Trai v dolžini 33 km in pokrivajo površino do 5220 ha. Tu srečamo tudi kvartarne sedimentne formacije s strukturo obale in dna, podobno laguni Tam Giang. Za sodobne pridnene usedline so večinoma pepelnato sivi in bogati organski melji - gline, razporejeni v središču lagune (predstavljajo 4/5 površine), sledita jim srednji in drobni pesek. Grob pesek, srednji pesek in droben pesek pogosto najdemo v aluvialnih ravnicah vzdolž lagune, deltastih aluvialnih ravninah v izlivu reke Huong, izlivu Thủy Tú. Razpon peščenih sipin, ki blokirajo obalo, ki ločuje laguno od Vzhodnega morja, sega od 2-2,5 m visoko (Thuận An -Hòa Duân) do 10-12 m (Vinh Thanh-Vinh Mỹ), od 0,2-0,3 km široke (skoraj blizu Hòa Duân) do 3,5–5 km (Vinh Thanh-Vinh Mỹ).

## Laguna Cầu Hai
Je polkrožne oblike, relativno izometrična in ima površino 11.200 ha. Za razliko od lagune Tam Giang ima laguna Thủy Tú, ki sodeluje pri strukturi obale in dna lagune Cầu Hai , kvartarne mehke usedline in granit kompleksa Hai Van, v katerem ima vrhnji del najpogostejših sodobnih talniških sedimentov (predstavlja 2/3 površine) glinasto blato - temno siv, modro-siv prah razporejen v sredini, ki mu sledi droben pesek, srednji pesek in grob pesek. Laguna Cầu Hai se povezuje z Južnokitajskim morjem preko estuarija Tu Hien, včasih skozi estuarij Vinh Hiền. Razpon peščenih sipin vzdolž obale Vinh Hiền - Tư Hiền je širok približno 100-300 m, visok 1-1,5 m in vedno niha kot vodoravna plaža. Po zgodovinskih zapisih so vrata Tư Hiền obstajala pred vrati Hòa Duân in Thuận An dolgo časa (verjetno pred približno 3500–3000 leti).
Zahvaljujoč ogromni zmogljivosti za shranjevanje vode (od 300-350 milijonov m³ do 400-500 milijonov m³ v sušnem obdobju, celo do 600 milijonov m³ v poplavnem obdobju) ima tudi sistem lagun Tam Giang - Cầu Hai odločilno vlogo v okolju s pojavom počasnega poplavljanja v delti, pa tudi s problemom stabilizacije estuarija (zaprto - odprto) in sipinami, ki blokirajo obalo ob zgodovinskih poplavah (poplava 1409, 1999).
Zlasti leta 1999, ko je bila velika poplava, je sistem lagune Tam Giang - Cầu Hai odprl še tri vrata v morje: estuarij Hòa Duân, estuarij Vinh Hải in estuarij Lộc Thủy. Ta vrata ne zdržijo dolgo, ker se kmalu napolnijo s peskom. In zdaj je sistem lagune Tam Giang - Cầu Hai povezan z Južnokitajskim morjem le prek dveh estuarijev Tư Hiền in Thuận An.